# مايكل لي
مايكل لي (بالإنجليزية: Michael Ley)‏ وهو محاضر في قسم علوم الكمبيوتر في جامعة ترير (ألمانيا). اهتماماته الأساسية هي أنظمة قواعد البيانات واسترجاع المعلومات، والمكتبة الرقمية والنشر الإكتروني.
يعتبر مايكل لي هو المطور الرئيسي لـ DBLP (سابقًا الببليوغرافيا الرقمية) وهو موقع مرجعي يستخدم على نطاق واسع لعلوم الكمبيوتر في جامعة ترير.
من أجل تطويره لـ DBLP ، حصل مايكل لي على جائزة SIGMOD Contribution من رابطة مكائن الحوسبة (ACM) في عام 2003 وجائزة VLDB في عام 1997.

## وصلات خارجية
- Michael Ley's home page at DBLP
- Michael Ley at الببليوغرافيا الرقمية ومشروع المكتبة Bibliography Server

لم يتم العثور على روابط لمواقع التواصل الاجتماعي.